# Wolfgang Bossinger

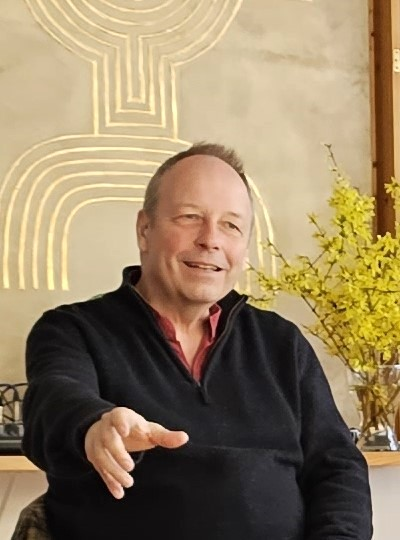
Wolfgang Bossinger, Singleiter in Aktion bei Sing-Workshop in Tübingen im März 2023

Wolfgang Bossinger (* 4. September 1960 in Memmingen) ist ein deutscher Musiktherapeut, Buchautor, Musiker, Singleiter und Liedermacher. Er begründete die Akademie für Singen und Gesundheit sowie „Singende Krankenhäuser“ – internationales Netzwerk zur Förderung des Singens in Gesundheitseinrichtungen e. V.

## Leben
Wolfgang Bossinger studierte Musiktherapie an der Fachhochschule der Stiftung Rehabilitation in Heidelberg.
Seit 1989 ist er als Musiktherapeut an der Klinik Christophsbad tätig sowie freiberuflich als Leiter von Seminaren, Weiterbildungen und Referent.
Wolfgang Bossinger engagiert sich seit 2005 im Vorstand bei Il canto del mondo – internationales Netzwerk zur Förderung der Alltagskultur des Singens e. V. und seit 2008 im Vorstand der von Karl Adamek gegründeten Deutschen Stiftung Singen.
Neben seinen Bemühungen gesundheitsfördernde Wirkungen und Einsatzmöglichkeiten von Gesang durch Forschung und Publikationen bekannt zu machen, begann Bossinger ab 2006 zunehmend sogenanntes „heilsames Gruppensingen“ im klinischen Bereich einzusetzen. Aus diesen Erfahrungen an der Klinik Christophsbad gründete er zusammen mit Patienten, Therapeuten und Wissenschaftlern 2009 die Canto-Initiative „Singende Krankenhäuser“ und dann 2010 den gemeinnützigen Verein Singende Krankenhäuser – internationales Netzwerk zur Förderung des Singens in Gesundheitseinrichtungen e. V. Dieser Verein fördert und erforscht Singprojekte an Krankenhäusern und therapeutischen Einrichtungen mit Patienten unterschiedlichster Erkrankungen sowie an Altenheimen. Bossinger war von 2010 bis Oktober 2012 1. Vorsitzender des Vereines und wechselte dann über in die Tätigkeit als Ehrenvorsitzender des Vereines.
Mit der Musikpädagogin und Sängerin Katharina Bossinger (geb. Neubronner) gründete er die Akademie für Singen, Natur & Gesundheit.

## Schaffen
Schwerpunkte seiner Arbeit sind die Erforschung gesundheitsfördernder und therapeutischer Wirkungen von Gesang und Stimme.
In seinem 2005 erschienenen Buch „Die heilende Kraft des Singens“ untersuchte er die Bedeutung des Gesanges sowohl aus evolutionsbiologischer Sicht als auch vor dem Hintergrund aktueller Erkenntnisse aus Musiktherapie, Neurobiologie, Musikwissenschaft und Kulturgeschichte.
Als Herausgeber des 2008 erschienenen Buches und der Film-DVD „Schwingung und Gesundheit“ befasste er sich mit der Bedeutung von Schwingungsvorgängen, Künstlerischen Therapien, Chronobiologie, Chronomedizin, Singen und Singforschung, Gehirnforschung und Musiktherapie für die psychosoziale Gesundheit von Menschen.
Er produzierte diverse CDs mit dem Ziel, Singamateure, insbesondere Patienten, zum Mitsingen zu animieren.

### CD- und DVD-Produktionen
- CD Healing Songs of the World – Native American Chants You´ll Love to Sing, Traumzeit, 2012
- DVD "Wie aus Krankenhäusern singende Gesundwerdhäuser werden", AV1 Pädagogik Filme, 2011, herausgegeben von Gerald Hüther
- CD Heilsame Lieder 2, Traumzeit, 2011
- CD Heilsame Lieder 1 Traumzeit, 2009
- CD Chanten, Südwest, 2008
- Film-DVD "Schwingung und Gesundheit – Neue Impulse für eine Heilungskultur aus Kunst, Musik und Wissenschaft", Traumzeit-Verlag, 2007

## Publikationen (Auswahl)
- mit K. Neubronner: Das Buch der heilsamen Lieder. Traumzeit-Verlag, 2010.
- mit W. Friederich: Chanten. Südwest-Verlag, 2008.
- Heilsames Singen mit Leib und Seele. In: Kerbe-Forum für Sozialpsychiatrie. 4/2007.

- mit R. Eckle (Hrsg.): Schwingung und Gesundheit – Neue Impulse für eine Heilungskultur aus Kunst, Musik und Wissenschaft. Traumzeit-Verlag, 2007.
- Die heilende Kraft des Singens. Traumzeit-Verlag, 2006, ISBN 3-933825-61-X.
- mit J. P. Rose: Musiktherapeutische Lösungsschlüssel – Welche Schlüssel öffnen Türen in Lösungsräume in der hypnosystemischen Einzelmusiktherapie? In: A. Zeuch u. a.: Systemische Konzepte für die Musiktherapie. Carl-Auer-Systeme-Verlag, Heidelberg 2004, ISBN 3-89670-438-9.
- Musikpsychotherapie mit Folteropfern. In: O. Kruse (Hrsg.): Kreativität als Ressource für Veränderung und Wachstum. DGVT-Verlag, Tübingen 1997, ISBN 3-87159-134-3.
- W. Bossinger u. a.: Musiktherapie mit alten Menschen. In: S. Braun u. a. (Hrsg.): Gerontopsychiatrie und Altenarbeit. Band III, Deutsches Zentrum für Altersfragen e.V., Berlin 1995, ISBN 3-88962-132-5.
- mit B. Griessmeier: Musiktherapie mit krebskranken Kindern. Gustav Fischer, Stuttgart 1994.
- W. Bossinger u. a.: Improvisationsgruppen für Studenten – Gemeinsames Erleben schöpferischer Prozesse in der Gruppe. In: S. Herrlen-Pelzer (Hrsg.): Musik in Prävention und Therapie. Vaas-Verlag, Ulm 1991, S. 165–168